# Під куполом
«Під ку́полом» (англ. Under the Dome) — науково-фантастичний роман американського письменника Стівена Кінга, виданий 2009 року.
Події роману розгортаються в невеликому містечку в штаті Мен. У ньому оповідається, як люди виживають, бувши відрізаними від світу невидимим бар'єром, що раптово відрізав місто від решти світу. Подібну ситуацію описує Кліффорд Сімак у романі «Всяке тіло — трава» 1963 року.
Над романом Кінг працював ще в кінці 1970-х років, відтак повернувся на початку 1980-х. Спочатку він мав нинішню назву «Під куполом», згодом Кінг вирішив дати іншу назву «Канібали» (англ. The Cannibals). Обидва рази автор полишав роботу й повернувся лише в другій половині 2000-х років.

## Сюжет
Одного осіннього дня в 11:44, 21 жовтня у суботу, над містечком Честер-Мілл виникає прозорий купол. Ніхто не знає яка його природа та звідки він взявся. Крізь невидиму перепону проходить світло, але птахи й літаки розбиваються об нього, жодна людина чи транспорт не можуть його перетнути. Шеф поліції Говард Перкінс гине, коли його кардіостимулятор виходить з ладу поблизу купола.
Проте поява купола вигідна для члена міського уряду Джеймса Ренні на прізвисько Великий Джим, який отримує шанс захопити владу й насолодитися свавіллям. Коли двоє інших урядовців покидають пости, Джим обіцяє підтримати порядок у місті. Після загибелі шефа поліції Говарда Перкінса, він ставить на його місце заступника шефа Пітера Рондольфа — прихильного до Джима та не вельми розсудливого. Пітер створює патрулі, куди набирає жорстоких і дужих людей, готових служити йому за змогу вчиняти насилля над містянами.
У Джима є син-наркоман Ренні, який теж наймається в поліцію, попри злоякісну пухлину мозку, що зумовлює в нього напади гніву. Тим часом на місцевій радіостанції облаштував метамфетамінову лабораторію психопат Філ Буші, спонсорований Великим Джимом.
Таким чином, Честер-Мілл поглинає свавілля і ніхто не в змозі його припинити. Єдиний, хто не лякається протистояти Джиму та Ренні — це Дейл (Барбі) Барбара — колишній військовий, який хоче дізнатись природу купола та врятувати себе й інших містян. Президент назначає Дейла комендантом міста, що обурює Джима. Дейлу допомагає кмітливий школяр Джозеф, та допомагає організувати передачу даних за межі купола, щоб військові змогли зруйнувати перепону. Тим часом у місті стається низка вбивств, Ренні вбиває двох дівчат, а Великий Джим убиває священника за спробу виказати правоохоронцям розташування лабораторії Філа.
Полковник Джеймс Кокс віддає наказ бомбардувати купол, але це не допомагає. Не діють також ракетний удар і сильна кислота. Бренда Перкінс — дружина шефа поліції, знаходить на комп'ютері чоловіка папку, де виявляє дані про злочини Великого Джима. Вона шантажує його, але той її убиває. Джеймс Ренні скидає 4 вбивства на Дейла і його садять у в'язницю, також він спалює весь наклад газет із компрометуючою інформацією про події в місті та заарештовує фельдшера Расті Еверета як спільника Дейла. Ренні дедалі більше ненавидить Дейла. Коли його хвороба прогресує, він хибно вважає, що Дейл його отруїв. Прагнучи втамувати свою жагу насильства, він іде у відділок, де утримують Дейла, та вбиває Стейсі Моґґін, Руперта Ліббі та Мікі Вордло. Та потім його своєю чергою вбиває офіцер Джекі Веттінгтон, звільнена раніше за наказом Великого Джима. Вона звільняє Дейла та Расті.
Ендрія Ґрінел, колишня член міського уряду, знаходить папку з компроматом на Великого Джима, та прагне вбити його на міських зборах. Однак, під час промови вона випадково впускає зброю, і її вбиває охоронець Великого Джима — Картер Тібодо. Тим часом Джозеф і діти Расті, бачачи видіння, знаходять на фермі коробочку, що генерує купол. Повстанці проти свавілля Великого Джима, очолювані Дейлом, їдуть туди й дізнаються, що купол поставили діти-інопланетяни, аби з цікавості подивитися як люди поводитимуться під ним, наче накриті банкою комахи.
У місті закінчуються запаси газу, але Великий Джим конфіскує їх для виробництва наркотиків. Він посилає поліцейських забрати газ у Філа Буші, але той об'єднується з групою осіб, які постраждали від купола та Джима, і дає відсіч. Бунтарі підривають газ, вибух відбивається від купола і знищує Честер-Мілл, спричиняючи пожежу, яка поглинає весь кисень під куполом. Джим ховається в бомбосховищі, але божеволіє від страху й задухи, та виходить на поверхню, де й гине.
Дейл й Джулія виживають завдяки пораді місцевого п'янички взяти запас повітря з автомобільних шин. Вони повертаються до скриньки та благають інопланетян зняти купол. Джулія вступає у контакт з дорослою інопланетянкою та переконує її, що люди також розумні істоти, чиє життя не просто розвага. Інопланетянка прибирає невидиму перепону. Отруєне пожежею повітря розсіюється, та з 2000 містян живими до того часу виявляються лише 26, з-поміж них Дейл, Джулія та Расті.

## Головні персонажі
- Дейл «Барбі» Барбара (англ. Dale «Barbie» Barbara) — колишній військовий, капітан, що подорожував по США. В Честер-Мілл працював кухарем. Поява купола застала його зненацька на самій околиці Честер-Мілл після того, як він переміг у бійці з хуліганами — Ренні та його друзями. Наказом президента призначений комендантом міста. Це обурило Великого Джима та його сина, спонукавши звинуватити Дейла у вбивстві Енджі Маккейн і Доді Сандерс, яких насправді убив Ренні, а також Лестера Коггінса і Бренди Перкінс, убитих Джимом. Один з 26 вцілілих під куполом.
- Джулія Шамвей (англ. Julia Shumway) — власниця і редакторка міської газети, що отримала видавництво у спадок. Має сильне почуття справедливості, стає посередницею між полковником Коксом і Дейлом. Між нею та Дейлом з часом виникають теплі стосунки. Одна з 26 вцілілих під куполом.
- Джеймс «Великий Джим» Ренні (англ. James «Big Jim» Rennie) — другий член міського уряду, власник крамниці користованих автомобілів та — таємно — найбільшої лабораторій з виробництва метамфетаміну на східному узбережжі США. Після загибелі шефа поліції Говарда Перкінса, що мав на нього компромат, Джеймс стає фактичним лідером Честер-Мілл. Встановлює в місті корумпований лад, що спирається на страх і насильство. Зрештою гине, опинившись наодинці у знищеному пожежею місті.
- Джеймс «Молодший» Ренні (англ. James «Junior» Rennie) — син Великого Джима, хуліган. Страждає від головних болей, спричинених пухлиною. Здобувши владу в поліції за сприяння батька, стає дедалі жорстокішим, впевнений у своїй безкарності. Понад інших ненавидить Дейла за те, що той переміг його в бійці. Під кінець книги переконує себе, що прогресування хвороби — це наслідок того, що Джейс отруїв його. Ренні вбиває диспетчера Стейсі Моггіна, поліцейського Руперта Ліббі та Міккі Вердлоу. Також, намагався застрелити Дейла, але його самого вбила Джекі Веттінгтон.
- Ерік «Расті» Еверетт (англ. Eric «Rusty» Everett) — міський фельдшер, одружений з поліцейською Ліндою Еверетт, має двох дочок: Джанелль і Джуді. Після смерті головного лікаря Рона Гаскела займає його місце та стає на бік Дейла. Пізніше його заарештовують як спільника Джима. Його діти знаходять скриньку, котра генерувала купол. Один з 26 вцілілих під куполом
- Джозеф «Опудало Джо» Макклетчі (англ. Joseph «Scarecrow Joe» McClatchey) — 13-річний кмітливий школяр, скейтбордист, один з перших дослідників купола. Його спостереження допомагають військовим ззовні купола, хоча й марно, завдати удару по невидимій перепоні. Джо разом з Джаннель і Джуді знаходить генератор купола. Один з 26 вцілілих під куполом.

## Екранізація
Роман Стівена Кінга «Під куполом», як і передбачав письменник, невдовзі було екранізовано. Після виходу книги було оголошено, що Стівен Спілберг, з яким у Кінга понад чверть століття напруженої співпраці та студія DreamWorks Television будуть працювати над міні-серіалом на основі роману. Ініціатором проекту стала Стейсі Снайдер, яка разом з Кінгом і Стівеном Спілбергом займе посаду виконавчого продюсера. Спілберг та Кінг будуть виконавчими продюсерами. Кінцевим результатом повинен бути нетривалий телесеріал. Компанія почала підшукувати сценариста, розраховуючи розшукати драматургом до того, як кабельні мережі почнуть робити пропозиції DreamWorks студії.

## Переклад українською мовою
Українською роман вийшов у видавництві Книжковий клуб «Клуб сімейного дозвілля» у 2011 році у перекладі Олександра Красюка. Якість перекладу цього видання була оцінена по-різному: так, письменник Андрій Кокотюха назвав його «прекрасним, як на себе», натомість поетеса Маріанна Кіяновська назвала роман «абсолютно нестравним, і саме з огляду на якість перекладу». 8 грудня 2011 було оголошено лауреатів XIII Всеукраїнського рейтингу «Книжка року–2011», де у номінації «Красне письменство», підномінації «Сучасна зарубіжна проза/есеїстика/драматургія» перемогу отримала книга Стівена Кінга «Під куполом»